# Британске арктичке територије
Британске арктичке територије (енгл. British Arctic Territories, данас Arctic Archipelago) су биле територије арктичког дела Северне Америке које су припадале Британској Северној Америци. Све осим острва у Хадсоновом заливу, који су били део Рупертове земље, на коју је полагала право Уједињено Краљевство.
Британско право на ову област заснивало се на открићима Мартина Фробишера (1535–1594) у 16. веку. Уједињено Краљевство је пренело контролу над острвима Канади 1880. године помоћу империјалне наредбе у савету, Редом о суседним територијама, под краљевским прерогативом. То је направљено из страха од јачања интереса Сједињених Држава за ту област као део Монроове доктрине.
Британија је 1870. године пренела већину свог преосталог земљишта у Северној Америци, што је била Северозападна територија и Рупертова земља, на Канаду, и она је постала део канадске северозападне територије, које су бележене као северозападне територије од 1906. године.
Дана 1. априла 1999. од источног дела северозападних територија створена је територија Нунавута. Већина острва је постала део Нунавута. Острва подељена између Нунавута и северозападних територија укључују острво Викторија, острво Мелвил, острво Макензи Кинг и острво Борден.
Острва никада нису била део Рупертове земље (базен Хадсоновог залива) или северозападне територије (копно северно и западно од Рупертове земље), оба та трговачка монопола је управљало преко компанија Хадсон Беј|компаниј Хадсоновог залива. Канада је добила и припојила те регионе 1870. године и створила нову провинцију Манитоба, првобитно квадратну 18 пута мању од садашње величине. Канада је такође добила нову данашњу северозападну територију, које су током година па све до 1999. године уступиле део своје територије да би створиле данашње територије Јукон и Нунавут и провинције Саскачеван и Алберта, и дио је уступљен део пограничног земљишта проширењима постојећих провинција и то на северни Онтарио, северни Квебек, целу Манитобу и североисточни врх Британске Колумбије.

## Превара о застави Британске арктичке територије
„Флагс оф ворлд” има традицију постављања нове заставе за Британску арктичку територију сваког 1. априла. То је довело до неких упорних дезинформација на вебу.